# Relationer mellan Finland och Nederländerna
Relationer mellan Finland och Nederländerna började strax efter Finlands självständighet 6 december 1917. Nederländerna erkände Finland 28 januari 1918, och diplomatiska förbindelser inleddes 14 augusti 1918. Minister Erik Ehrström var sedan juni 1919 Finlands tillfälliga representant i Nederländerna. Yrjö Saastamoinen fungerade från och med hösten 1919 som Finlands första chargé d’affaires i Haag.
Under Vinterkriget var Nederländerna en av de främsta donatorerna av humanitär hjälp till Finland. Efter kriget har relationerna fortsättningsvis varit goda.
Båda länderna är medlemmar i Europeiska unionen. 
Nederländerna stöder fullt ut Finlands Nato-medlemskap.